# Vĩnh Thái, Vĩnh Linh
Vĩnh Thái là một xã thuộc huyện Vĩnh Linh, tỉnh Quảng Trị, Việt Nam. Xã Vĩnh Thái có diện tích 14,54 km², dân số năm 1999 là 3089 người, mật độ dân số đạt 212 người/km².

## Hành chính
Xã Vĩnh Thái được chia thành 7 thôn: Đông Luật, Mạch Nước, Tân Hòa, Tân Mạch, Tân Thuận, Thái Lai, Thử Luật.